# Paweł Dobak
Paweł Józef Dobak (ur. 1953) – doktor habilitowany nauk o Ziemi, profesor nadzwyczajny Uniwersytetu Warszawskiego, specjalista w zakresie geoinżynierii środowiska, geologii inżynierskiej, geotechniki, ochrony środowiska i planowania przestrzennego.

## Życiorys
W 1986 na podstawie napisanej pod kierunkiem Zygmunta Glazera rozprawy pt. Zmiany odkształcalności gruntów wywołane procesami inżyniersko-geologicznymi w rejonie Kopalni Węgla Brunatnego „Bełchatów” uzyskał na Wydziale Geologii Uniwersytetu Warszawskiego otrzymał stopień naukowy doktora nauk przyrodniczych. Tam też w 2001 na podstawie dorobku naukowego oraz rozprawy pt. Rola czynnika filtracyjnego w badaniach jednoosiowej konsolidacji gruntów otrzymał stopień doktora habilitowanego nauk o Ziemi w dyscyplinie geologia w specjalności geologia inżynierska.
Został profesorem nadzwyczajnym w Instytucie Hydrogeologii i Geologii Inżynierskiej Wydziału Geologii Uniwersytetu Warszawskiego, pracownikiem Państwowego Instytutu Geologicznego – Państwowego Instytutu Badawczego oraz nauczycielem akademickim Wydziału Architektury Wyższej Szkoły Ekologii i Zarządzania w Warszawie.